# 松本太郎 (政治家)
松本 太郎（まつもと たろう、1969年〈昭和44年〉6月7日 - ）は、日本の政治家。広島県廿日市市長（2期）。元廿日市市議会議員（4期）。

## 来歴
広島県佐伯郡大野町（現・廿日市市）生まれ。大野町立大野東小学校（現・廿日市市立大野東小学校）、大野町立大野中学校（現・廿日市市立大野中学校）、広島工業大学附属広島高等学校（現・広島なぎさ高等学校）卒業。1992年（平成4年）3月、広島工業大学土木工学科卒業。1994年（平成6年）3月、広島工業大学大学院修士課程修了。同年、株式会社マツモト入社、2005年（平成17年）株式会社マツモト退社。
2005年（平成17年）、廿日市市議会議員に初当選。2013年（平成25年）に3期目の当選。
2015年（平成27年）10月18日に行われた廿日市市長選挙に立候補するも落選。
※当日有権者数：94,738人 最終投票率：48.70%（前回比：＋12.27pts）
| 候補者名 | 年齢 | 所属党派 | 新旧別 | 得票数   | 得票率 | 推薦・支持                             |
| -------- | ---- | -------- | ------ | -------- | ------ | -------------------------------------- |
| 眞野勝弘 | 72   | 無所属   | 現     | 15,480票 | 33.96% | （推薦）自民党・民主党・公明党・社民党 |
| 川本達志 | 58   | 無所属   | 新     | 14,319票 | 31.42% |                                        |
| 松本太郎 | 46   | 無所属   | 新     | 11,342票 | 24.88% |                                        |
| 荻村文規 | 44   | 無所属   | 新     | 4,438票  | 9.74%  |                                        |

2016年（平成28年）、和興通信工業株式会社入社2017年（平成29年）、和興通信工業株式会社を辞め、同年の廿日市市議会議員選挙に立候補し4期目の当選を果たす。市議時代は「広島県若手地方議員の会 WiLL」の代表を務めた。
2019年（令和元年）6月、廿日市市長の眞野勝弘が定例市議会において3期引退を表明。眞野の後継指名と連合広島の推薦を受けて同年10月20日に行われた市長選挙に立候補。前回の市長選にも出馬した副市長の川本達志との一騎打ちを制し初当選した。11月3日、市長就任。
※当日有権者数：96,803人 最終投票率：44.66%（前回比：－4.04pts）
| 候補者名 | 年齢 | 所属党派 | 新旧別 | 得票数   | 得票率 | 推薦・支持       |
| -------- | ---- | -------- | ------ | -------- | ------ | ---------------- |
| 松本太郎 | 50   | 無所属   | 新     | 21,896票 | 51.06% | （推薦）連合広島 |
| 川本達志 | 62   | 無所属   | 新     | 20,990票 | 48.94% |                  |

2023年10月22日、無投票で再選。無投票の市長選挙1995年以来25年ぶりだった。

## 市政
- 2020年（令和2年）5月29日、新型コロナウイルス対策の財源に充てるため、自身の6月期末手当を30％減額する条例案を市議会臨時会に提出した。副市長と教育長については20％減額する[6]。同日、同条例案は可決された[7]。